# Сен-Луи (Реюньон)
Сен-Луи (фр. Saint-Louis) — город и муниципалитет во Франции, в заморском департаменте Реюньон. Население — 52 038 человек (2010).

## Экономика
В 2007 году среди 32068 человек в трудоспособном возрасте (15-64 лет) 20264 были активны, 11804 — неактивные (показатель активности 63,2 %, в 1999 году было 66,1 %). Из 20264 активных работали 11792 человека (7109 мужчин и 4683 женщины), безработных было 8472 (3828 мужчин и 4644 женщины). Среди 11804 неактивных 4088 человек были учениками или студентами, 1551 — пенсионерами, 6165 были неактивными по другим причинам.
В 2008 году в муниципалитете числилось 14325 налогооблагаемых домохозяйств, в которых проживали 46498,5 лица, медиана доходов выносила 7642 евро на одного особопотребителя.

## Известные уроженцы
- Борис Гамалия — реюньонский поэт, литературовед, лингвист, фольклорист, общественный деятель.
- Гийом Оаро — французский футболист, нападающий.